# Franky Simon
Franck Simon (connu comme Franky Simon), né à Uccle (Belgique) le 20 septembre 1972 , est un scénographe, réalisateur, reconstitueur  et acteur belge, connu pour être le scénographe de reconstitutions de batailles historiques dont celle du bicentenaire de la bataille de Waterloo en 2015 où il incarne le maréchal Ney.

## Biographie
Franky Simon travaille à la Bibliothèque royale de Belgique.
Passionné par le Premier Empire, il est un spécialiste de tout ce qui se rapporte à l'épopée napoléonienne. Lors de reconstitutions historiques, il incarne principalement le maréchal Ney  mais aussi occasionnellement le général Junot, le maréchal Soult, ou encore Jérôme Bonaparte.
Il organise et met en scène les bicentenaires des batailles de Ligny et de Plancenoit (dite de Waterloo), organisées du 12 au 21 juin 2015. Le vendredi 19 juin, à la veille de la grande reconstitution de la bataille de Waterloo, Franky Simon est victime d'une chute de cheval qui lui occasionne des blessures sérieuses (neuf fractures). Malgré ses blessures, il est présent le 20 juin sur le champ de bataille, contre l'avis des médecins, et commande les quelque 5 000 reconstitueurs présents sur le terrain.
Il est également conférencier et a notamment donné, en partenariat avec la prestigieuse Académie royale de Belgique, le 12 mai 2015, la conférence Waterloo 1815-2015 présentée par François de Callataÿ, lauréat du prix Francqui.

## Acteur
- 2015 : Waterloo, l'ultime bataille de Hugues Lanneau : maréchal Michel Ney[2]